# Bailleul (Orne)
Bailleul é uma comuna francesa na região administrativa da Normandia, no departamento Orne. Estende-se por uma área de 16,91 km². Em 2010 a comuna tinha 633 habitantes (densidade: 37,4 hab./km²).